# بنجامين أو. ديفيس سينيور
بنجامين أو. ديفيس سينيور (بالإنجليزية: Benjamin Oliver Davis)‏ هو عسكري أمريكي، ولد في 1 يوليو 1877 في واشنطن العاصمة في الولايات المتحدة، وتوفي في 26 نوفمبر 1970 في شيكاغو في الولايات المتحدة.

## وصلات خارجية
- بنجامين أو. ديفيس سينيور على موقع الموسوعة البريطانية (الإنجليزية)